# Puszan IPark
A Puszan IPark (hangul: 부산 아이파크) egy dél-koreai labdarúgóklub, melynek székhelye Puszanban található. A klubot 1979-ban alapították Daewoo Royals néven és a K League 2-ben szerepel.
Dél-Korea egyik legsikeresebb labdarúgócsapata. A dél-koreai bajnokságot négy alkalommal (1984, 1987, 1991, 1997) nyerték meg. 1986-ban elhódították az AFC-bajnokok kupája serlegét. 
Hazai mérkőzéseiket a Puszan Kudok Stadionban játsszák. A stadion 24 000 néző befogadására alkalmas. A klub hivatalos színei a vörös és a fehér. 

## Névváltoztatások
- 1979-1980 Saehan Automobile FC
- 1980–1982: Daewoo Football Club
- 1983–1995: Daewoo Royals Football Club
- 1995–2000: Puszan Daewoo Royals Football Club
- 2000–2005: Puszan I'Cons Football Club
- 2005–2012: Puszan I'Park Football Club
- 2012: Puszan IPark Football Club

## Sikerlista
- Dél-koreai bajnok (4): 1984, 1987, 1991, 1997
- AFC-bajnokok kupája győztes (1): 1985–86
- Afro-ázsiai klubok kupája győztes (1): 1986
- Puszan egyszer nyerte meg a Korea Kupát : : 2004 (1)
- összesen három ligakupát (1997 Adidas Kupa, 1997 Prospecs Kupa és 1998 Philippe Morris Korea Kupa).

## Ismert játékosok
- An Dzsonghvan
- Cshö Jongil
- Ha Szokcsu
- Kim Dzsuszong
- I Dzsonghjop
- No Dzsongjun
- Szong Dzsongguk
- Aczél Zoltán
- Emmanuel Amunike